# Jes Brinchmann Christensen
Jes Brinchmann Christensen (født 5. april 1974 i Glostrup) er en dansk økonom, der siden november 2023 har været direktør for den borgerligt-liberale tænketank CEPOS.
Han er uddannet cand.polit. fra Københavns Universitet i 2003 og har desuden en master of business administration fra AVT Business School i 2013.
Han har tidligere arbejdet som direktør i Fjernvarmeindustrien og i Udenrigsministeriet, hvor han var udstationeret på Danmarks ambassade i Beijing. Han var frem til 2016 ansvarlig for public affairs og internationale relationer i energikoncernen SE. Fra december 2016 til juni 2018 var han særlig rådgiver for erhvervsminister Brian Mikkelsen. Efterfølgende blev han underdirektør og senere vicedirektør i Dansk Erhverv, hvor han var frem til november 2023.